# Чемпионат мира по настольному теннису среди команд 2008

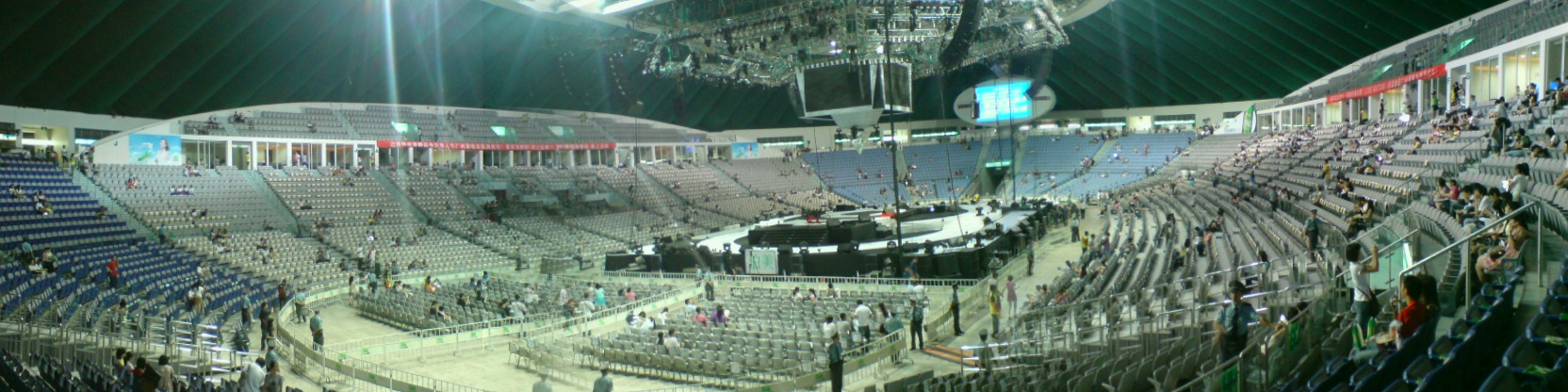
Главная арена Guangzhou Gymnasium

Чемпионат мира по настольному теннису среди команд 2008 года (полное официальное название «Evergrande Real Estate 2008 World Team Table Tennis Championships») прошел с 24 февраля по 2 марта 2008 года в Гуанчжоу, Китай. Это был 49-й по счету Чемпионат мира по настольному теннису.

## Медали

### Медалисты
| Дисциплина      | Золото                                                    | Серебро                                                                                | Бронза                                                                                |
| --------------- | --------------------------------------------------------- | -------------------------------------------------------------------------------------- | ------------------------------------------------------------------------------------- |
| Мужская команда | Китай · Ван Лицинь · Ван Хао · Ма Линь · Ма Лун · Чэнь Ци | Республика Корея · Чу Се Хёк · Ю Сын Мин · Kim Jung-Hoon · Lee Jung-Woo · Lee Jin-Kwon | Гонконг · Чхён Юк · Ко Лайчхак · Лён Чхуянь · Ли Чхин · Tang Peng                     |
| Мужская команда | Китай · Ван Лицинь · Ван Хао · Ма Линь · Ма Лун · Чэнь Ци | Республика Корея · Чу Се Хёк · Ю Сын Мин · Kim Jung-Hoon · Lee Jung-Woo · Lee Jin-Kwon | Япония · Дзюн Мидзутани · Сэйя Кисикава · Yo Kan · Hidetoshi Oya · Kaii Yoshida       |
| Женская команда | Китай · Ван Нань · Го Юэ · Го Янь · Ли Сяося · Чжан Инин  | Сингапур · Фэн Тяньвэй · Ван Юэгу · Ли Цзявэй · Sun Beibei · Юй Мэнъюй                 | Гонконг · Те Яна · Цзян Хуацзюнь · Lau Sui-fei · Lin Ling · Zhang Rui                 |
| Женская команда | Китай · Ван Нань · Го Юэ · Го Янь · Ли Сяося · Чжан Инин  | Сингапур · Фэн Тяньвэй · Ван Юэгу · Ли Цзявэй · Sun Beibei · Юй Мэнъюй                 | Япония · Ай Фукухара · Саяка Хирано · Касуми Исикава · Хироко Фудзии · Haruna Fukuoka |

### Медальный зачёт
| Место | Страна           | Золото | Серебро | Бронза | Всего |
| ----- | ---------------- | ------ | ------- | ------ | ----- |
| 1     | Китай            | 2      | 0       | 0      | 2     |
| 2-3   | Сингапур         | 0      | 1       | 0      | 1     |
| 2-3   | Республика Корея | 0      | 1       | 0      | 1     |
| 4-5   | Гонконг          | 0      | 0       | 2      | 2     |
| 4-5   | Япония           | 0      | 0       | 2      | 2     |
| Всего | Всего            | 2      | 2       | 4      | 8     |